# Јозо Матошић
Јозо Матошић (Сплит, 27. јануар 1913 — Дубровник, 1. март 1999) био је југословенски и хрватски фудбалер.

## Каријера
Фудбалску каријеру је почео 1931. као резервни голман сплитског Хајдука, а онда га је тренер Лука Калитерна пребацио на место бека.
Био је врло срчан и максимално борбен. За Хајдук из Сплита одиграо је 471 званичну утакмицу и постигао 53 гола. Када се Хајдук 23. априла 1944. пребацио на ослобођен Вис, налазио се међу 13 играча који су на челу са тадашњим председником Јанком Родином сачињавали прву екипу тимова НОВЈ, а Јозо био капитен.
За репрезентацију Краљевине Југославије одиграо је 24 утакмице (1934-1940), као и једну за „Б“ селекцију (1934). Дебитовао је 1. априла 1934. у пријатељском сусрету против Бугарске (2:3) у Београду, када је одбрана заиграла у саставу: Глазер - Хигл - Матошић, која је после тога следеће 22 утакмице репрезентације одиграла у истом саставу. Од националног тима се опростио 22. септембра 1940. против Румуније у Београду, за Дунавски куп (резултат 1:2).
На месту тренера Хајдука Сплит је био у периоду од 1951. до 1954, а 1952. освојио је национално првенство. Кад се 1954. преселио у Дубровник, био је тренер Дубровника и ГОШК-а. Након што се повукао из фудбала, на Лападу је отворио гостионицу „Далматинска коноба“. Био је старији брат Фране Матошића, најбољег стрелца Хајдука свих времена. Преминуо је 1. марта 1999. године у Дубровнику.

## Успеси
- Хајдук Сплит
  - Првенство Југославије: 1952. (тренер)